# پتاسیم فرمات
پتاسیم فرمات (به انگلیسی: Potassium formate) یک ترکیب شیمیایی با شناسه پاب‌کم ۲۷۳۵۱۲۲ است. شکل ظاهری این ترکیب، بلورهای بی‌رنگ است.